# Myra Freeman
Myra Freeman, née le 17 mai 1949 à Saint-Jean, au Nouveau-Brunswick, est une personnalité politique canadienne. Elle fut Lieutenante-gouverneure de la province de Nouvelle-Écosse de 2000 à 2006. Elle est la première femme à occuper ce poste.